# Puig Lluent
El Puig Lluent, Puiglluent o Puig-lluent és una muntanya de 1.640 metres que es troba entre els municipis de la Pobla de Lillet, a la comarca del Berguedà i de les Llosses, a la comarca catalana del Ripollès.